# 潘之楫
潘之楫（16世紀—17世紀），號寰瀛，廣東瓊州府瓊山縣西廂二人，明朝政治人物。

## 生平
潘之楫個性孝順，出生滿一歲後父親去世，由母親陳氏撫養，長大後他外出讀書，陳氏總留下食物給他，他得知母親其實未進食，於是留下半餐給母親；陳氏在燈下紡織，他就利用餘光拿出老師所授課本閱讀，才名顯著後中萬曆二十二年（1594年）的舉人，二十六年（1598年）他參加會試，赴考前向母親哭著說：「母親苦節未發揚，親恩未報答，但為此萬里之行，真的不忍心離開膝下！」同年中副榜，授善化知縣，赴闕陳情後獲賜為母親興建貞節坊。他在善化為政不避權貴，人民為兌解而傾家蕩產，他建議收官解每糧一石，徵銀二分六釐，民困得以紓解。

## 引用
1. 1 2  咸豐《瓊山縣志·卷十九·人物志》：潘之楫，號寰瀛，西廂二人，天性篤孝，生甫週歲母陳孀撫之長，出就傅母每留餘食啖之，之楫見突無烟，知母未食，忍飱半以奉母；母燈下紡織，之楫取師所授書就餘光而讀，才名甚著，登萬歷甲午賢書，戊戌上公車向母泣曰：「楫以母苦節未楊，親恩未報，故為此萬里之行，不則安忍離膝下乎！」是歲會試乙榜，歷任善化縣著賢聲，赴闕陳情賜建坊以表母節焉，祀鄉賢 牛志 。
2. ↑  四庫全書《湖廣通志·卷四十五·名宦志》：潘之楫，瓊山人，萬厯中知善化縣，性果不避權貴，民苦南兌北解破家，議詳民收官解每糧一石徵銀二分六釐為解費，民得帖然。